# 包瑞利彗星
包瑞利彗星（正式名稱是19P／包瑞利彗星）是一顆週期彗星，深太空1號太空船曾經拜訪的彗星。

## 發現
這顆彗星是在阿方斯·路易·尼古拉斯·包瑞利（Alphonse Louis Nicolas Borrelly）在法國馬賽進行定期的彗星巡視時，在1904年12月28日發現的。

## 彗核參數
直徑：8×4 公里

## 深太空1號飛越
在2001年9月21日，發射至太空中進行新儀器測試的，並且為此而延長了任務時間的深太空1號太空船執行了飛掠包瑞利彗星的任務，並且給了科學家意想不到的獎勵。儘管協助測量的定向系統已經失效，深太空1號還是將當時最佳的彗星影像和資料傳送回地球。

## 外部連結
- http://jcometobs.web.fc2.com/pcmtn/0019p.htm （页面存档备份，存于）
- Kronk拍攝的19P／包瑞利彗星 （页面存档备份，存于）

| 週期彗星                         | 週期彗星   | 週期彗星                |
| -------------------------------- | ---------- | ----------------------- |
| 前一顆彗星 18D/珀賴因-馬寇斯彗星 | 包瑞利彗星 | 後一顆彗星 20D/Westphal |
| 週期彗星列表                     |            |                         |